# E퓨쳐
주식회사 e-퓨쳐(영어: e-Future)는 대한민국의 영어 교육 기업이다.

## 논란
2020년 에스지앤지홀딩스와 일구가 경영참여를 선언하고 지분매수를 한 후 다시 율호에 재매각하였다. 2021년 소액주주연대가 명인에듀와 같이 회사경영 참여를 선언한 적이 있다.